# Dysmorodrepanis munroi
Dysmorodrepanis munroi е изчезнал вид птица от семейство Чинкови (Fringillidae), единствен представител на род Dysmorodrepanis.

## Разпространение
Видът е разпространен в САЩ.